# Episema pseudohispana
Episema pseudohispana là một loài bướm đêm trong họ Noctuidae.